# Records des Grizzlies de Memphis
Cette page liste les records de l'équipe et des joueurs des Grizzlies de Memphis depuis leur création en 1995.

## Records individuels en saison régulière
Légende: En Gras : joueurs encore en activité en NBA.

### En carrière
| Statistique             | Joueur      | Record |
| ----------------------- | ----------- | ------ |
| Matchs joués            | Mike Conley | 788    |
| Points                  | Mike Conley | 11 733 |
| Passes décisives        | Mike Conley | 4 509  |
| Interceptions           | Mike Conley | 1 161  |
| Total de rebonds        | Marc Gasol  | 5 942  |
| Contres                 | Marc Gasol  | 1 135  |
| Tirs marqués            | Marc Gasol  | 4 341  |
| 3 points inscrits       | Mike Conley | 1 086  |
| Lancers francs inscrits | Marc Gasol  | 2 701  |
| Pertes de balles        | Marc Gasol  | 1 607  |

### Sur un match
| Statistique                | Joueur                                                | Record | Date                                                                             |
| -------------------------- | ----------------------------------------------------- | ------ | -------------------------------------------------------------------------------- |
| Minutes                    | Shareef Abdur-Rahim Pau Gasol                         | 56     | 17 février 1999 19 décembre 2005                                                 |
| Points                     | Ja Morant                                             | 52     | 28 février 2022                                                                  |
| Paniers marqués            | Desmond Bane                                          | 19     | 6 décembre 2023                                                                  |
| Paniers tentés             | G. G. Jackson                                         | 36     | 14 avril 2024                                                                    |
| Paniers à 3 points réussis | Luke Kennard                                          | 10     | 24 mars 2023                                                                     |
| Paniers à 3 points tentés  | Mike Miller                                           | 17     | 21 février 2007                                                                  |
| Lancers francs réussis     | Ja Morant                                             | 21     | 16 février 2022                                                                  |
| Lancers francs tentés      | Ja Morant                                             | 25     | 16 février 2022                                                                  |
| Rebonds défensifs          | Jonas Valančiūnas                                     | 23     | 22 mars 2019                                                                     |
| Rebonds offensifs          | Zach Randolph Alex Stepheson Steven Adams             | 13     | 15 novembre 2014 14 mars 2016 1er janvier 2023                                   |
| Total rebonds              | Lorenzen Wright                                       | 26     | 4 novembre 2001                                                                  |
| Passes décisives           | Jason Williams                                        | 19     | 30 mars 2002                                                                     |
| Interceptions              | Tony Allen                                            | 8      | 23 avril 2012                                                                    |
| Contres                    | Stromile Swift Pau Gasol Marc Gasol Jaren Jackson Jr. | 8      | 20 novembre 2002 20 février 2004 29 janvier 2007 4 janvier 2013 12 décembre 2022 |
| Balles perdues             | Pau Gasol Ja Morant                                   | 9      | 27 janvier 2007 7 février 2007 27 octobre 2021 31 janvier 2022                   |

## Records individuels en Playoffs

### En carrière
| Statistique             | Joueur        | Record |
| ----------------------- | ------------- | ------ |
| Matchs joués            | Zach Randolph | 62     |
| Points                  | Zach Randolph | 1 058  |
| Passes décisives        | Mike Conley   | 377    |
| Interceptions           | Tony Allen    | 105    |
| Total de rebonds        | Zach Randolph | 589    |
| Contres                 | Marc Gasol    | 103    |
| Tirs marqués            | Zach Randolph | 407    |
| 3 points inscrits       | Desmond Bane  | 72     |
| Lancers francs inscrits | Marc Gasol    | 290    |
| Pertes de balles        | Mike Conley   | 119    |

### Sur un match
| Statistique                | Joueur                      | Record | Date                        |
| -------------------------- | --------------------------- | ------ | --------------------------- |
| Minutes jouées             | Marc Gasol                  | 57     | 9 mai 2011                  |
| Points                     | Ja Morant                   | 47     | 26 mai 2021 3 mai 2022      |
| Paniers marqués            | Ja Morant                   | 15     | 26 mai 2021 3 mai 2022      |
| Paniers tentés             | Ja Morant                   | 31     | 1er mai 2022 3 mai 2022     |
| Lancers francs réussis     | Zach Randolph Ja Morant     | 16     | 9 mai 2011 16 avril 2022    |
| Lancers francs tentés      | Ja Morant                   | 20     | 26 mai 2021 16 avril 2022   |
| Paniers à 3 points réussis | Desmond Bane                | 8      | 23 avril 2022               |
| Paniers à 3 points tentés  | Desmond Bane Brandon Clarke | 15     | 21 avril 2022 13 mai 2022   |
| Rebonds défensifs          | Marc Gasol                  | 15     | 27 avril 2011               |
| Rebonds offensifs          | Marc Gasol Tony Allen       | 10     | 9 mai 2011 26 avril 2014    |
| Total rebonds              | Zach Randolph Marc Gasol    | 21     | 7 mai 2011 9 mai 2011       |
| Passes décisives           | Ja Morant                   | 15     | 23 avril 2022               |
| Interceptions              | Kyle Anderson               | 6      | 23 mai 2021                 |
| Contres                    | Jaren Jackson Jr. Zach Edey | 7      | 16 avril 2022 26 avril 2025 |
| Balles perdues             | Marc Gasol                  | 8      | 22 avril 2017               |

## Records de la franchise

### Sur une saison
| Statistique                    | Record | Moyenne par match         | Saison              |
| ------------------------------ | ------ | ------------------------- | ------------------- |
| Points marqués                 | 9 980  | 121,7 points / match      | 2024-2025           |
| Rebonds                        | 4 032  | 49,2 rebonds / match      | 2021-2022           |
| Passes décisives               | 2 330  | 28,4 passes / match       | 2024-2025           |
| Interceptions                  | 800    | 9,8 interceptions / match | 2021-2022           |
| Contres                        | 565    | 6,9 contres / match       | 2003-2004           |
| Tirs marqués                   | 3 670  | 44,7 tirs / match         | 2024-2025           |
| Tirs tentés                    | 7 739  | 94,4 tirs / match         | 2021-2022           |
| Pourcentage au tir             | 47,9%  | /                         | 2024-2025           |
| 3 points marqués               | 1 141  | 13,9 tirs / match         | 2024-2025           |
| 3 points tentés                | 3 107  | 37,9 tirs / match         | 2024-2025           |
| Pourcentage à 3 points         | 37,4%  | /                         | 2005-2006           |
| Lancers francs marqués         | 1 835  | 22,4 tirs / match         | 2006-2007           |
| Lancers francs tentés          | 2 410  | 29,4 tirs / match         | 2006-2007           |
| Pourcentage aux lancers francs | 78,6%  | /                         | 2017-2018 2024-2025 |
| Pertes de balles               | 1 405  | 17,1 pertes / match       | 1997-1998           |